# Торельчи-гургэн
Торельчи, Туралчи (монг. Төрөлчи хүргэн) — монгольский военачальник, живший во второй половине XII — начале XIII века, сын вождя ойратов Худуха-беки. В исторических источниках Торельчи обычно фигурирует под прозванием «гургэн» («зять»), поскольку был женат на одной из дочерей Чингисхана. Многочисленные потомки Торельчи также вступали в брак с представителями дома Чингиса.

## Биография
Отношения между ойратами и Чингисханом не всегда были дружескими: в годы борьбы Чингиса за гегемонию в степи Худуха-беки неоднократно выступал на стороне его противников. Тем не менее, когда в 1207 году Чингисхан задумал подчинить оставшиеся непокорёнными племена, Худуха-беки и его ойраты первыми признали монгольское господство. В знак признательности покорности Худуха-беки Чингисхан предложил ойратскому вождю скрепить дружбу, женив его сыновей — Торельчи и Инальчи — на своей дочери Чечейген и внучке Олуйхан, а сестру царевичей, Огул-Тутмыш, выдать за своего сына Толуя. Относительно подробностей устроенного межсемейного брака источники расходятся: если в китайской хронике «Юань ши» и у Рашид ад-Дина утверждается, что Торельчи женился на Чечейген, а Инальчи — на Олуйхан, то  «Сокровенное сказание» (и более поздние летописи, составленные на его основе) меняет братьев местами; последняя версия, впрочем, большинством исследователей отвергается.
Согласно родословной ойратов Рашид ад-Дина, в браке с Чечейген у Торельчи родились сыновья Бука-Темир, Буртоа и Барс-Бука, а также дочери Илчикмиш и Эргэнэ. В дальнейшем персидский историк упоминал ещё о трёх дочерях Торельчи — Гуюк, Хучухадунь (Кучу) и Олджей, последняя из которых родилась уже от другой жены. Об Илчикмиш, Гуюк и Олджей известно, что они были жёнами сыновей Толуя Ариг-Буги и Хулагу; Хучухадунь, вышедшая замуж за джучида Тукана, родила сыновей Менгу-Тимура и Туда-Менгу, правивших впоследствии Золотой Ордой; Эргэнэ же взял себе в жёны правнук Чингисхана Хара-Хулагу, после смерти которого она стала регентом и фактическим правителем улуса Чагатая.

## Образ
- «По велению Чингисхана» — роман российского писателя Н. А. Лугинова.